# Lalleu
Lalleu (bretonisch: An Alloz; Gallo: Laloe) ist eine französische Gemeinde mit 581 Einwohnern (Stand: 1. Januar 2022) im Département Ille-et-Vilaine in der Region Bretagne. Sie gehört zum Arrondissement Redon und zum Kanton Bain-de-Bretagne. Die Einwohner werden Allodiens genannt.

## Geografie
Lalleu liegt etwa 30 Kilometer südsüdöstlich von Rennes am Semnon, der die südliche Gemeindegrenze bildet. Umgeben wird Lalleu von den Nachbargemeinden Tresbœuf im Westen und Norden, La Couyère im Nordosten, Thourie im Osten, Ercé-en-Lamée im Süden sowie La Bosse-de-Bretagne im Westen.

## Bevölkerungsentwicklung
| Jahr                       | 1962 | 1968 | 1975 | 1982 | 1990 | 1999 | 2006 | 2013 | 2020 |
| Einwohner                  | 679  | 588  | 506  | 460  | 445  | 469  | 545  | 601  | 557  |
| Quellen: Cassini und INSEE |      |      |      |      |      |      |      |      |      |

## Sehenswürdigkeiten

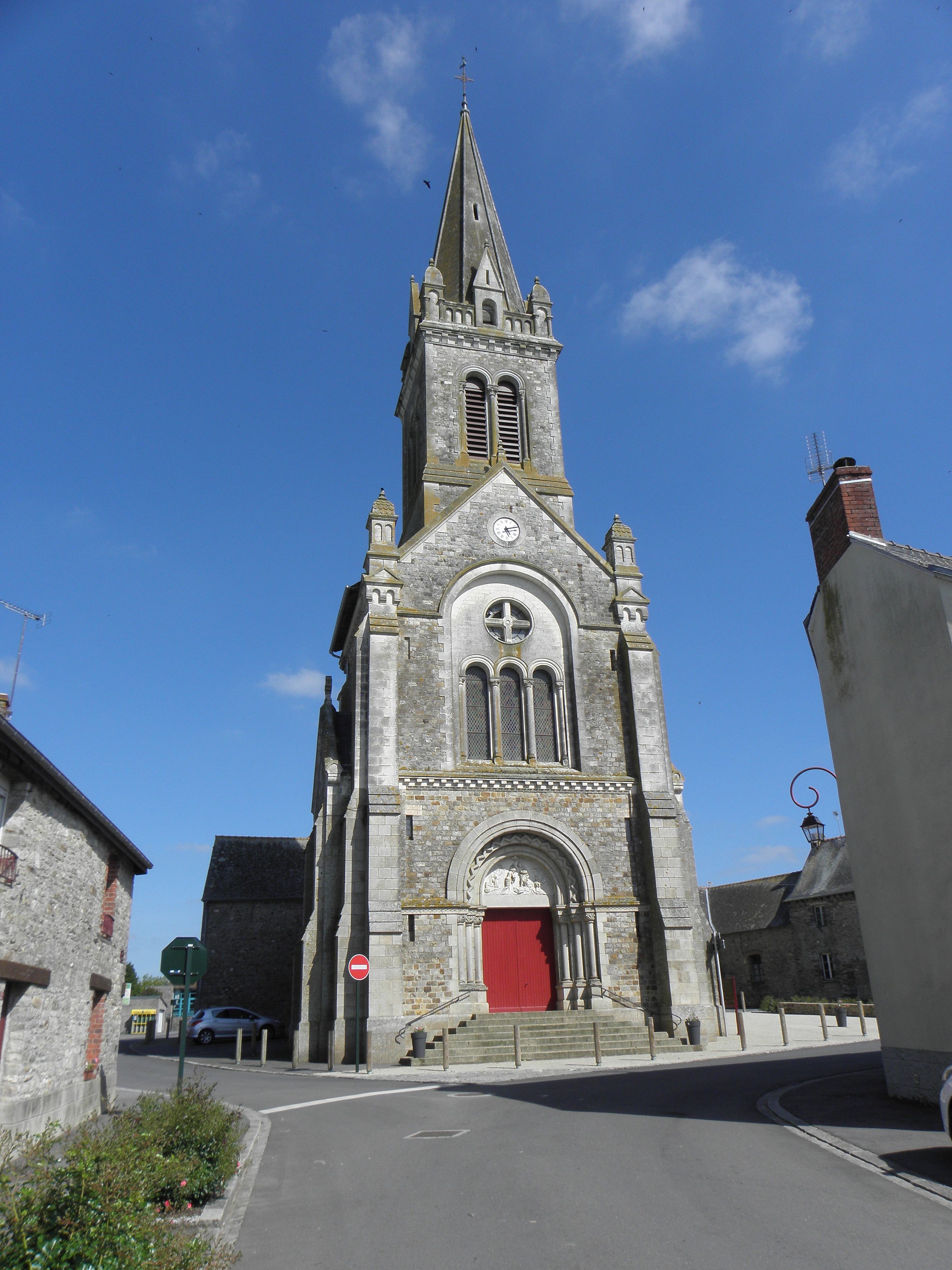
Kirche Saint-Jean-Baptiste
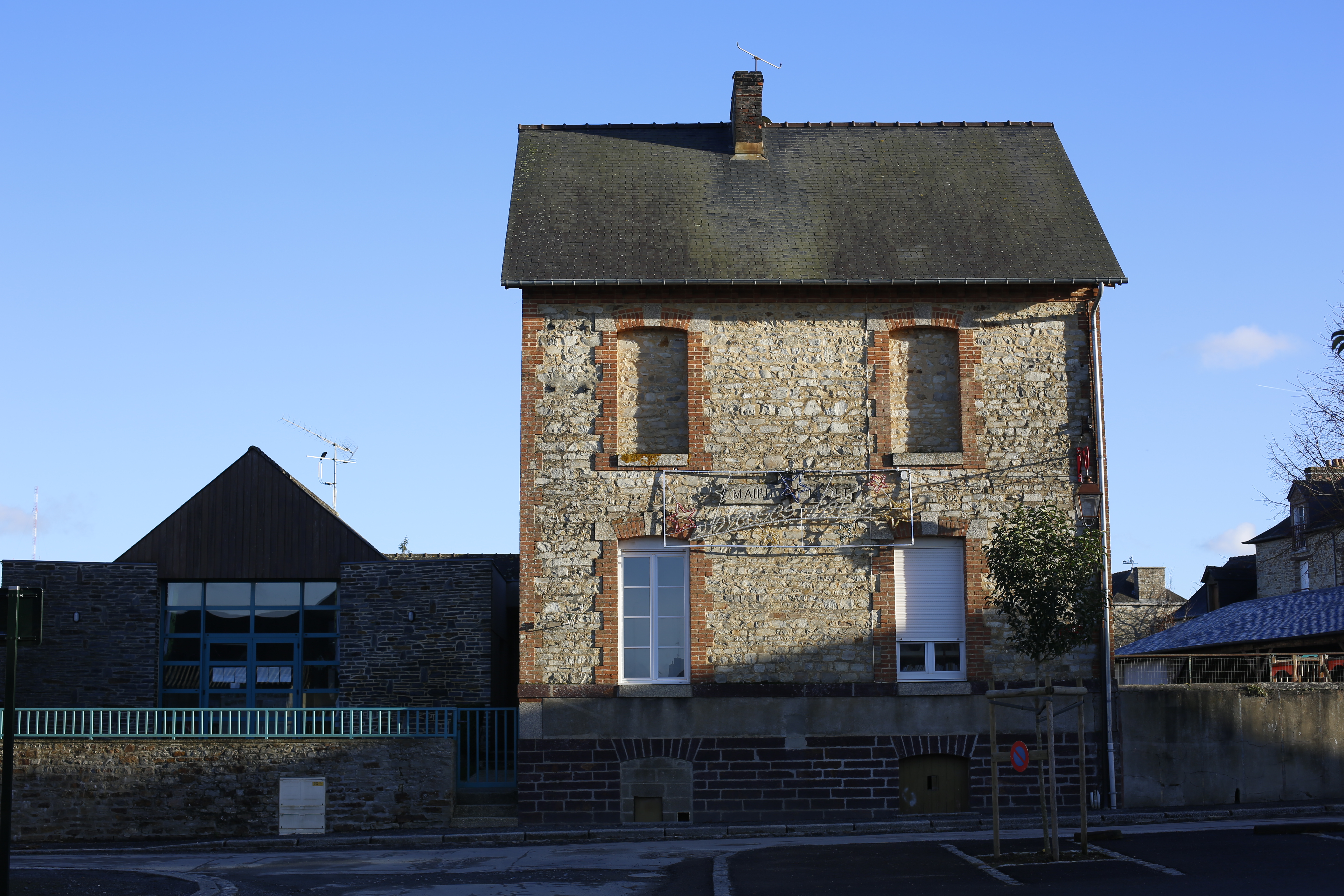
Schule
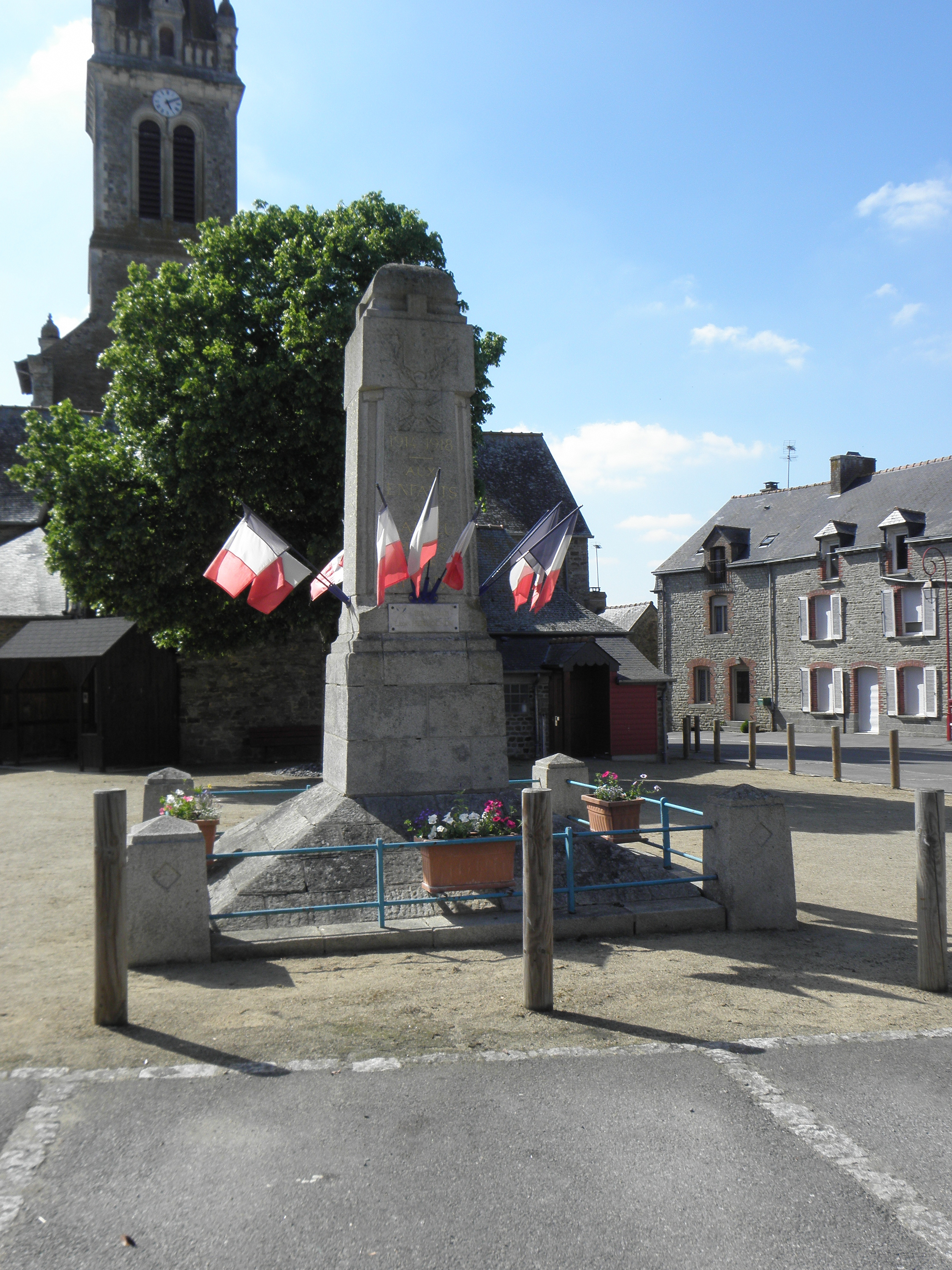
Gefallenendenkmal

- Kirche Saint-Jean-Baptiste
- Schule
- Gefallenendenkmal